# Garry Birtles
Garry Birtles (* 27. Juli 1956 in Nottingham) ist ein ehemaliger englischer Fußballspieler und Fußballtrainer. Bekannt wurde er besonders durch seine Zeit bei Nottingham Forest, mit denen er einmal die englische Meisterschaft und zweimal den Europapokal der Landesmeister gewann.

## Leben und Karriere
Birtles begann bei den Amateurklubs Long Eaton Rovers und Long Eaton United. 1976 kam er für eine Ablösesumme von 2.000 £ zu Nottingham Forest. Sein Debüt feierte er im März 1977 in der zweiten Liga gegen Hull City. In der gleichen Saison gelang ihm mit seiner Mannschaft der Aufstieg in die erste Liga. Als Aufsteiger glückte Birtles mit seinem Team das Kunststück die englische Meisterschaft in der Football League First Division 1977/78 zu gewinnen. Der Siegeszug der Mannschaft setzte sich auch in der kommenden Spielzeit fort. Nottingham gewann den Titel im Landesmeister-Cup 1979 und im folgenden Jahr die Titelverteidigung im Landesmeister-Cup 1980. Besonders großen Anteil hatte Garry Birtles am Gewinn des Liga-Pokal 1979. Im Finale vor über 90.000 Zuschauern im Wembley-Stadion gegen den FC Southampton gelangen ihm zwei Tore beim 3:2-Sieg. In den ersten vier Jahren bis zum Wechsel zu Manchester United 1980 gewann er damit mit den Reds 1979 und 1980 den Europapokal der Landesmeister, 1978 den englischen Meistertitel, 1979 den europäischen Supercup und 1978, 1979 den englischen Ligapokal.
1980 kam der Wechsel nach Manchester für 1,25 Mio. £. Birtles hatte in den ersten neun Ligaspielen für Nottingham Forest sechs Tore erzielt und damit die Bereitschaft von Dave Sexton geweckt, diese für die damalige Zeit hohe Ablösesumme zu überweisen. Birtles startete denkbar schlecht bei seinem neuen Verein, in 25 Ligaspielen gelang ihm kein einziger Treffer. Nach dem achten Platz in der Saison 1980/81, schaffte die Mannschaft in der Saison 1981/82 einen dritten Tabellenplatz und damit die Qualifikation für den UEFA-Pokal 1982/83. Unter dem neuen Trainer Ron Atkinson war es für ihn deutlich besser gelaufen, er erzielte elf Tore in 33 Spielen. Birtles entschied sich jedoch nach nur zwei Jahren bei den Red Devils für einen Vereinswechsel und ging wieder zurück zu den Reds. Diesmal waren die knapp fünf Jahre bei Nottingham Forest nicht so erfolgreich. Das Team konnte in dieser Zeit keinen Titel holen, erreichte aber immerhin das Halbfinale des UEFA-Pokal 1983/84 und verpasste dort nur durch dubiose Schiedsrichterentscheidungen den Einzug ins Finale gegen die Tottenham Hotspur. Garry Birtles konnte speziell in den Spielzeiten 1983/84 (15 Tore) und 1986/87 (14 Tore) noch einmal seine Klasse nachweisen. Nach dieser Saison ging er zum Stadtnachbarn Notts County und danach zu Grimsby Town, wo er seine Karriere ausklingen ließ.
Im Jahre 1980 wurde er dreimal für die englische Fußballnationalmannschaft einberufen. Er nahm an der Fußball-Europameisterschaft 1980 in Italien teil und schied mit dem Team in der Gruppenphase aus. Aktuell ist er Co-Kommentator bei Sky Sports und bei einem Nottinghamer Lokalradio. Weiters schreibt er Kolumnen für die Nottingham Evening Post. 1995 kam er zum in der Southern League spielenden Klub Gresley Rovers und war dort zwei Spielzeiten lang Co-Trainer unter Paul Futcher, als unter anderem die Ligameisterschaft und zwei Mal der Derbyshire Senior Cup gewonnen wurde. Nach Futchers Abgang im Sommer 1997 war Birtles bis Februar 1999 Trainer des Klubs.

## Erfolge
- Englischer Meister (1978)
- Ligapokalsieger (1978, 1979)
- Europapokal der Landesmeister (1979, 1980)
- Europäischer Supercup (1979)